# Xinzhuang
Xinzhuang (cinese semplificato 莘庄镇)  è una città cinese di 144.700 abitanti,  situata nel distretto di Minhang, a sud-ovest di Shanghai. Rappresenta in un certo senso l'ingresso alla conurbazione di Shanghai, tanto da essere servita dalla metropolitana della grande città. È diventata comune autonomo nel 1961.